# Slakteriförbundet
Slakteriförbundet egentligen Sveriges slakteriförbund, var ett nationellt samarbetsorgan för bildat och gemensamt ägt av de olika regionala slakteriföreningarna.
Slakteriförbundet bildades 1933, och 1970 lanserade man varumärket Scan-Farmek för försäljning av sina produkter, samtidigt som övertog Slakteriförbundet avvecklades 1999 i samband med att Swedish Meats-koncernen bildades.